# Ayer (condado de Middlesex, Massachusetts)
Ayer é um lugar designado pelo censo localizado no condado de Middlesex no estado estadounidense de Massachusetts. No Censo de 2010 tinha uma população de 2.868 habitantes e uma densidade populacional de 797,22 pessoas por km².

## Geografia
Ayer encontra-se localizado nas coordenadas 42° 33′ 44″ N, 71° 35′ 05″ O. Segundo a Departamento do Censo dos Estados Unidos, Ayer tem uma superfície total de 3.6 km², da qual 3.43 km² correspondem a terra firme e (4.54%) 0.16 km² é água.

## Demografia
Segundo o censo de 2010, tinha 2.868 pessoas residindo em Ayer. A densidade populacional era de 797,22 hab./km². Dos 2.868 habitantes, Ayer estava composto pelo 86.61% brancos, o 4.53% eram afroamericanos, o 0.49% eram amerindios, o 2.55% eram asiáticos, o 0.31% eram insulares do Pacífico, o 2.02% eram de outras raças e o 3.49% pertenciam a duas ou mais raças. Do total da população o 6.69% eram hispanos ou latinos de qualquer raça.